# Warner Westenra, 2. Baron Rossmore
Warner William Westenra, 2. Baron Rossmore, 1. Baron Rossmore (* 14. Oktober 1765; † 10. August 1842 in Rossmore Castle, County Monaghan), war ein britischer Peer und Politiker.

## Leben
Er war der älteste Sohn von Henry Westenra und dessen Frau Harriet Murray, der Tochter des irischen Unterhausabgeordneten John Murray. Er besuchte die Oswestry School und studierte am Trinity College in Dublin. Im August 1800 wurde er als Abgeordneter für das County Monaghan ins irische House of Commons gewählt. Ab der mit dem Act of Union 1800 einhergehenden Vereinigung von Großbritannien und Irland zum Vereinigten Königreich im Jahre 1801, die Westenra unterstützte, war er Abgeordneter für dasselbe County im britischen House of Commons.
Beim Tod seines Onkels Robert Cuninghame, 1. Baron Rossmore, dessen Gattin die Schwester seiner Mutter war, erbte er am 6. August 1801 dessen Adelstitel als 2. Baron Rossmore. Der Titel war mit einer besonderen Nachfolgeregelung geschaffen worden, wonach er mangels eigener Söhne des ersten Barons auch an die Neffen seiner Frau fallen konnte. Als Peer schied er aus dem House of Commons aus.
Sein Titel, der zur Peerage of Ireland gehörte, berechtigte ihn nicht unmittelbar zu einem Sitz im House of Lords, berechtigte ihn aber zur Teilnahme an den Nachwahlen irischer Representative Peers im House of Lords. Westenra bemühte sich darum, wie der erste Baron Rossmore ebenfalls als Representative Peer ins House of Lords gewählt zu werden. Dieser Wunsch blieb jedoch unerfüllt. 1805 wurde er zum Custos Rotulorum des County Monaghan und 1831 zum Lord Lieutenant desselben Countys ernannt. Er hatte beide Ämter bis zu seinem Tod inne. Am 7. Juli 1838 wurde ihm der Titel Baron Rossmore erneut verliehen, diesmal in der Peerage of the United Kingdom. Mit diesem Titel erhielt er schließlich unmittelbar einen Sitz im House of Lords.
1827 ließ er auf seinen Ländereien nahe der Stadt Monaghan das Anwesen Rossmore Castle als seinen Familiensitz errichten. Er starb dort am 10. August 1842 und wurde dort am 16. August 1842 begraben. Seine Adelstitel fielen an seinen ältesten Sohn aus erster Ehe, Henry.

## Ehe und Nachkommen
Am 3. Oktober 1791 heiratete er in erster Ehe Mary Anne Walsh († 1807). Aus der Ehe gingen sechs Söhne und eine Tochter, darunter:
- Henry Robert Westenra, 3. Baron Rossmore (1792–1860);
- Hon. Richard Westenra (1796–1838), ⚭ 1822 Henrietta Scott;
- Hon. John Craven Westenra (1798–1874), MP, ⚭ (1) 1834 Eleanor Mary Jolliffe († 1838), ⚭ (2) 1842 Anne Daubuz († 1882);
- Hon. Charles Westenra (* 1800), Lieutenant der British Army;
- Hon. Marianne Westenra († 1844), ⚭ 1824 Samuel Gist Gist, Gutsherr von Wormington Grange in Gloucestershire.

Am 3. Juni 1819 heiratete er in zweiter Ehe Lady Augusta Charteris Wemyss († 1840), die Tochter von Francis Charteris, Lord Elcho. Diese Ehe blieb kinderlos.